# Minx
Minx è il primo album in studio da solista della cantante britannica Toyah Willcox, pubblicato nel 1985.

## Tracce
Side 1
1. Soldier of Fortune, Terrorist of Love – 3:10 (Toyah Willcox, Adrian Lee)
2. Don't Fall in Love (I Said) – 3:45 (Willcox, Simon Darlow)
3. Soul Passing Through Soul – 3:52 (Willcox, Michael St James)
4. Sympathy (Rare Bird cover) – 3:28 (Graham Standfield, David Kassinetti, Stephen Gould, Mark Ashton)
5. I'll Serve You Well – 5:57 (Willcox, Darlow)

Side 2
1. All in a Rage – 3:28 (Willcox, Joel Bogen)
2. Space Between the Sounds – 4:32 (Willcox, Darlow)
3. School's Out (Alice Cooper cover) – 3:56 (Alice Cooper, Michael Bruce)
4. World in Action – 3:36 (Harry Bogdanovs)
5. America for Beginners (Latin Quarter cover) – 4:24 (Steve Skaith, Mike Jones)